# Флекаїнід
Флекаїнід (лат. Flecainidum, англ. Flecainide) — синтетичний антиаритмічний препарат, що належить до підкласу Іс антиаритмічних препаратів, який по своєму хімічному складу є фторованим похідним бензаміну, і є рацемічною сумішшю двох енантіомерів. Флекаїнід застосовується виключно перорально. Флекаїнід розроблений американською компанією «3M pharmaceuticals» під торговельною маркою «Тамбокор». Застосування флекаїніду натепер обмежене у зв'язку із частим проаритмогенним ефектом при його використанні, а також збільшенням смертності при його використанні у хворих із перенесеним інфарктом міокарда.

## Фармакологічні властивості
Флекаїнід — природний антиаритмічний препарат Іс класу. Механізм дії препарату полягає у інгібуванні швидких натрієвих каналів. Флекаїнід уповільнює проведення імпульсу навіть при невеликій частоті серцевих скорочень. Також флекаїнід інгібує швидкі калієві канали, а in vitro також і кальцієві канали. Флекаїнід вкорочує потенціал дії у волокнах провідної системи серця, але збільшує його у кардіоміоцитах шлуночків та передсердь. Препарат пригнічує провідність у всіх відділах серця, та має негативний інотропний ефект (зменшення серцевого викиду). Флекаїнід застосовується також для діагностики синдрому Бругада — рідкісного спадкового захворювання, яке супроводжується синдромом раптової смерті в молодих людей, найчастіше чоловіків із Південно-Східної Азії, та проявляється характерними змінами на ЕКГ під час приступу. Оскільки при синдромі Бругада, як і при застосуванні флекаїніду, спостерігається інгібування швидких натрієвих каналів у міокарді, тому прийом флекаїніду, а також застосування інших блокаторів натрієвих каналів (прокаїнаміду, аймаліну), у хворих із даним синдромом викликає або посилює характерні зміни на ЕКГ, які не проявляються у пацієнтів, котрі не мають даного синдрому. Негативним ефектом флекаїніду є частий проаритмогенний ефект, особливо на фоні органічних захворювань серця, а також посилення ішемії, та виникнення раптової смерті при приступі стенокардії.

### Фармакокінетика
Флекаїнід добре та повністю всмоктується у шлунково-кишковому тракті, біоступність при пероральному прийомі становить 95 %. Флекаїнід добре розподіляється у тканинах організму. Препарат частково метаболізується у печінці з утворенням неактивних метаболітів. Виводиться флекаїнід з організму з сечею, переважно у незміненому вигляді, період напіввиведення препарату в середньому становить 10 годин (при кислій реакції сечі, при лужній реакції сечі зростає до 17 годин). При нирковій недостатності період напіввиведення препарату зростає, а у випадку зниження активності ізоферменту цитохрому Р-450, під дією якого проходить метаболізм флекаїніду, препарат накопичується в крові до токсичних концентрацій (хоча при схильності до побічних реакцій на препарат негативні ефекти флекаїніду можуть спостерігатися і при терапевтичних концентраціях препарату).

## Показання до застосування
Флекаїнід застосовується при надшлуночкових порушеннях ритму, запобігання шлуночковим порушенням ритму, надшлуночковій пароксизмальній тахікардії (у тому числі при синдромі WPW), пароксизмі миготливої аритмії або фібриляції передсердь, а також для діагностики синдрому Бругада.

## Побічна дія
Флекаїнід має високий рівень токсичності, і при його застосуванні побічні ефекти спостерігаються часто. Найчастішими побічними ефектами препарату є головокружіння (19 % випадків застосування), задишка (10 %), головний біль (10 %), нудота (9 %), загальна слабість (8 %), тахікардія (6 %), біль у грудях (5 %), тремор (5 %), запор (4 %), периферичні набряки (4 %), біль у животі (4 %). Проте найнебезпечнішими побічними ефектами флекаїніду є проаритмогенна дія, частіше на фоні вже сформованої ішемічної хвороби серця, що призводить до збільшення смертності при тривалому застосуванні флекаїніду та подібного до нього препарату енкаїніду (вилученого із фармацевтичного обігу). Окрім цього, флекаїнід має підвищену тропність до легеневої тканини, та може сприяти виникненню інтерстиційних хвороб легень.

## Протипокази
Флекаїнід протипоказаний при підвищеній чутливості до препарату, AV-блокаді II—III ступеня або двопучковій блокаді, недавно перенесеному гострому інфаркті міокарда, кардіогенному шоку, нирковій недостатності.

## Форми випуску
Флекаїнід випускається у вигляді таблеток по 0,05; 0,1 та 0,15 г.